# Kijevskaja (stanice metra v Moskvě)

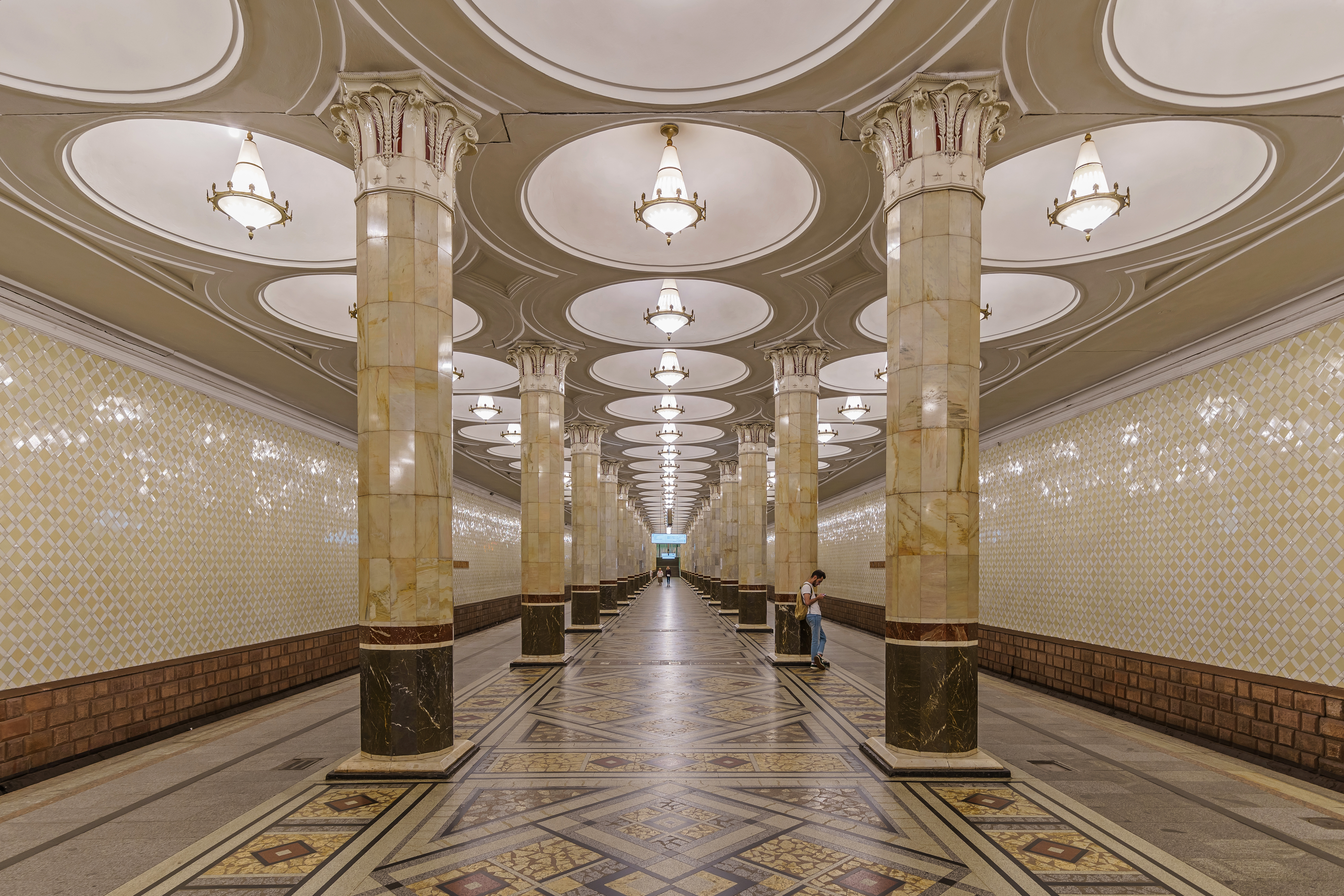
Nástupiště na Filjovské lince

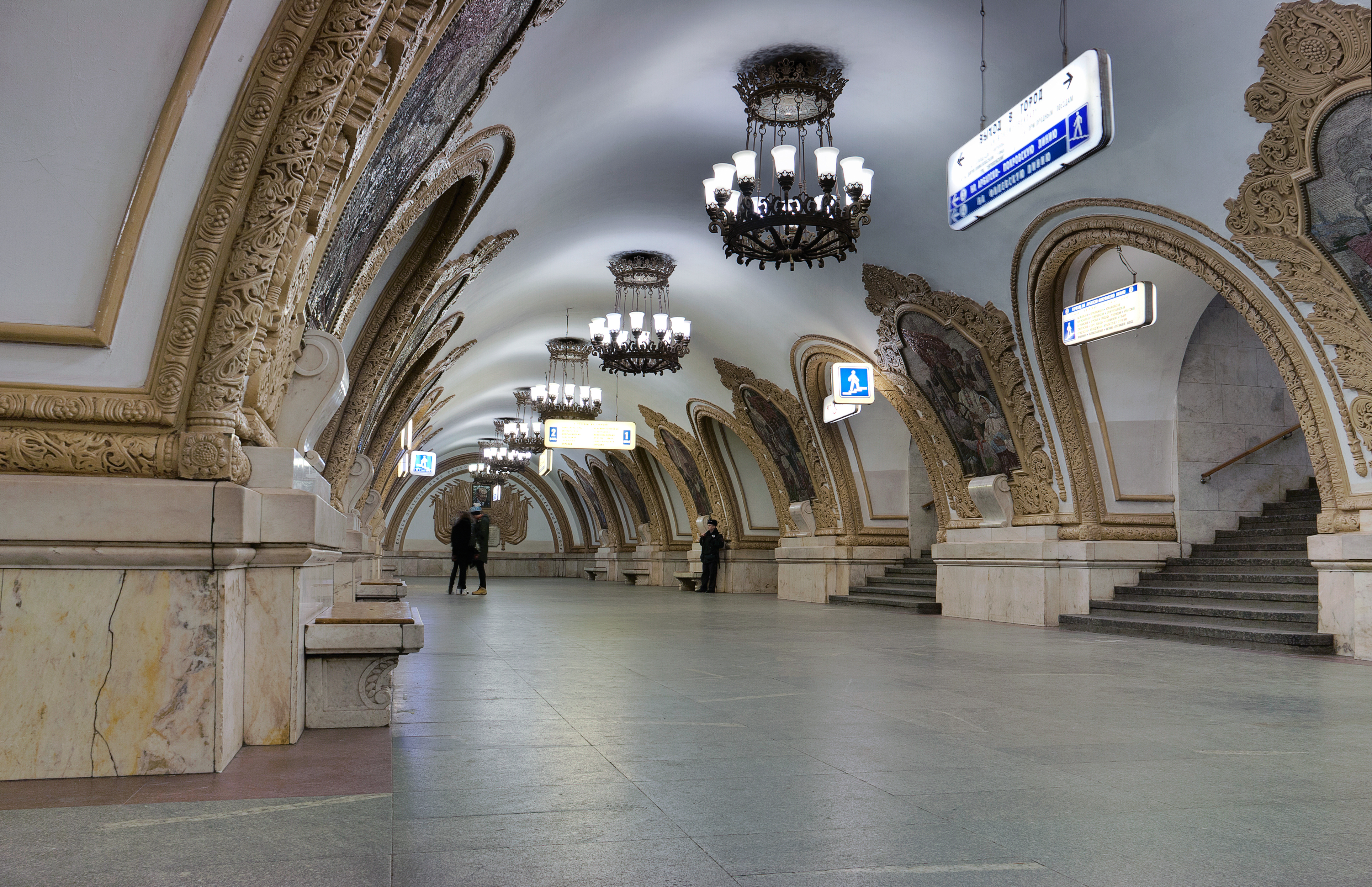
Střední loď nástupiště stanice na Kolcevské lince

Kijevskaja (rusky Киевская) je přestupní stanice moskevského metra. Kříží se zde linky Filjovskaja, Arbatsko-Pokrovskaja a Kolcevaja (3,4,5). Umístěna je pod Kyjevským nádražím.

## Charakter stanice
Součástí stanice jsou tři nástupiště, každá linka má vlastní. Nástupiště Filjovské linky je mělce založené, u obou zbývajících stanic pak trojlodní, ražené. Všechny tři nástupiště jsou vybudované jako ostrovní.

### Charakter stanice na Arbatsko-Pokorovské lince
Na Arbatsko-Pokrovské lince je Kijevskaja, jak již bylo uvedeno, raženou trojlodní stanicí. Nemá vlastní vestibul, jediný výstup z ní vychází do společného povrchového s Filjovskou linkou. V provozu je od 5. dubna 1953, do roku 2002 pak plnila funkci konečné, než byl otevřen traťový úsek do stanice Park Pobědy.
Tato část stanice je starší než na okružní (Kolcevské) lince, mladší však než ta patřící lince Filjovské.
Arbasko-Pokrovská část stanice je bohatě zdobená. Obklad sloupů a stěn za nástupištěm tvoří uralský mramor, klenby jsou vyzdobeny výjevy z života na Ukrajině. Osvětlení zajišťují lustry. Vše je v pseudobarokním stylu, který byl ve Stalinově éře velmi rozšířený. Na slepém konci střední lodě pak je umístěna velká mozaika, umístěna k výročí 300 let od sjednocení Ruska a Ukrajiny.

### Charakter stanice na Filjovské lince
Tato část stanice je nejstarší, a na rozdíl od dvou předchozích mělce založená. Nástupiště podpírají dvě řady osmibokých sloupů, které jsou obložené mramorem (původně arménským onyxem). Otevřena byla jako první, 20. března 1937. Mezi lety 1953 a 1958 bylo nástupiště uzavřeno; vlaky tak končily na nástupišti Arbatsko-Pokrovské linky.
V roce 1958 spolu s novou Filjovskou linkou se rozhodlo nejstarší nástupiště stanice opět zprovoznit.

### Charakter stanice na Kolcevské lince
Toto nástupiště stanice je nejmladší, nejhlouběji založené, a také nejspíše nejznámější. A to hlavně díky svému architektonickému ztvárnění, které vzniklo z veřejné soutěže, konající se na Ukrajině. Spodní část pilířů a stěn za nástupištěm je obložena bílým mramorem, zbytek stanice je omítnutý bíle a vyzdoben velkými mozaikami s tématem ukrajinsko-ruského přátelství, ty jsou stejně jako prostupy zlatě lemované. Na slepém konci střední lodi je pak portrét Lenina.
Na Kolcevské lince je nástupiště Kijevské stanice v provozu od 14. března 1954 jako součást posledního prodloužení linky a uzavření jejího kruhu.

## Přestupy a manipulační spojky
Systém přestupních chodeb této stanice je jeden z nejsložitějších v celé síti metra v Moskvě. Z každé stanice vycházejí dvě přestupní chodby; spojení jednotlivých nástupišť tak lze interpretovat jako trojúhelník, jehož rohy jsou nástupiště a strany pak přestupy.
Vzhledem k významnosti celého uzlu zde však neexistují žádné manipulační spojky. Nejbližší spojení třetí a čtvrté linky se nachází u stanice Aleksandrovskij sad, Filjovskaja a Arbatsko-Pokrovskaja nejsou s okružní linkou spojené v Moskvě nikde.